# Distrito de Bhavnagar
Bhavnagar (en guyaratí; ભાવનગર જિલ્લો ) es un distrito de India en el estado de Guyarat . Código ISO: IN.GJ.BV.
Comprende una superficie de 9 980 km².
El centro administrativo es la ciudad de Bhavnagar.

## Demografía
Según censo 2011 contaba con una población total de 2 877 961 habitantes.

## División territorial
Se divide en nueve tehsiles: Bhavnagar], Sihor, Umarana, Gariyadhar, Palitana, Mahuva, Talaja, Ghogha y Vallbhipur.